# Cumalıkızık
Cumalıkızık é uma cidade em Yıldırım, Província de Bursa, Turquia, aos pés do Monte Uludağ. A sua história começa com a fundação do Império Otomano. Foi fundada como uma vila waqf. A conteúdo histórico da cidade tem sido bem protegido e as estruturas arquitetônicas civis do início do Império Otomano ainda estão intactas. Graças a isso, Cumalıkızık é um ponto turístico muito visitado.
Um grupo de cidades similares localizadas próximas aos pés do Monte Uludağ e seus vales tem sido chamados de Kızık em turco. Cidades smilares, porém menos conservadas, são Değirmenlikızık, Derekızık, e Hamamlıkızık. Hamamlıkızık foi a cidade dos banhos (hamam) e Cumalıkızık recebeu este nome pois as pessoas lá iam às sextas-feiras (Cuma, em turco) para descansar.
O Museu de Etnografia de Cumalıkızık possui objetos históricos da cidade. Todo mês de Junho há o Festival da Framboesa. As famosas casas de Cumalıkızık são feitas de madeira, adobe e pedras. A maioria delas possui três andares. As janelas do andar superior geralmente possuem uma transenna que dá acesso a uma janela saliente. As maçanetas e fechaduras da porta principal são feitas de ferro forjado. Ruas de paralelepípedo são muito estreitas e sem calçadas e possuem uma calha medieval típica para água da chuva.
Uma mesquita a fonte de 'Zekiye Hatun' próxima à mesquita e uma casa de banho com domo são originais do Império Otomano. Também há uma ruína de uma igreja construída pelos Bizantinos.
Cumalıkızık possui 270 casas históricas. Algumas delas em processo de restauração e manutenção e 180 delas ainda são usadas por moradores.
Em 1969, os vestígios da uma igreja Bizantina foram escavados ao sudoeste da cidade aos pés do Monte Uludağ. Alguns trabalhos arquitetônicos estão disponíveis no Museu Arqueológico de Bursa. Filmes e programas de televisão que precisam de um cenário histórico são filmados constantemente em Cumalıkızık.

## UNESCO
Bursa e Cumalıkızık: o Nascimento do Império Otomano foram incluídas na lista de patrimônio Mundial da UNESCO por "ilustrarem a criação de um sistema urbano e rural que estabeleceu o Império Otomano no início do Século XIV. No local encontra-se a tumba de Orhan Ghazi, fundador da dinastia Otomana"